# Carlo Bigatto
Carlo Bigatto (29. srpen 1895 Balzola, Italské království – 16. září 1942, Turín, Itálie) byl italský fotbalový záložník a trenér.
Fotbalové začátky měl ale v Piemonte, kde hrál tři roky. Od roku 1913 již oblékal na dlouhých 18 let dres Juventusu, s nimiž získal dva mistrovské tituly (1925/26, 1930/31). Celkem v lize za Bianconeri odehrál 249 utkání a vstřelil dvě branky. Byl známým tím, že hrával černobílou čepičkou. Také měl knír a dokonce se tradovalo že vykouří 140 cigaret denně. Vždy se držel statutu amatéra a odmítal být placen klubem. V roce 1915 narukoval a šel bojovat do války. Po návratu se stal symbolem Bianconeri a zastával též roli kapitána. Poslední utkání odehrál proti Laziu 21. prosince 1930.
S italskou reprezentací nebyl nikdy na žádném velkém turnaji, ale odehrál alespoň pět přátelských utkání.
V roce 1934 se stal po vyhazovu Carcana trenérem Juventusu se kterým vyhrál v sezoně 1934/35 titul. Poté byl nahrazen jinou legendou Rosettem a zastával funkci manažera. Zemřel v roce 1942 po dlouhé nemoci ve věku 47 let.

## Úspěchy

### Hráčské
- 2× vítěz italské ligy (1925/26, 1930/31)

### Trenérské
- 1× vítěz italské ligy (1934/35)